# Pheidole rinae
Pheidole rinae är en myrart som beskrevs av Carlo Emery 1900. Pheidole rinae ingår i släktet Pheidole och familjen myror.

## Underarter
Arten delas in i följande underarter:
- P. r. hongkongensis
- P. r. incensa
- P. r. mala
- P. r. rinae
- P. r. taipoana
- P. r. tipuna